# 북평남초등학교
북평남초등학교는 대한민국 전라남도 해남군 북평면 영전리에 있었던 공립 초등학교이다.

## 연혁
- 1941년 5월 12일 북평공립국민학교 영전간이학교 설립인가
- 1943년 4월 1일 북평남공립국민학교 승격
- 1943년 5월 6일 개교
- 1984년 3월 2일 병설유치원 개원
- 1996년 3월 1일 북평남초등학교로 개칭
- 1999년 3월 1일 폐교